# Satch Sanders
Thomas Ernest 'Satch' Sanders (New York, 8 november 1938) is een Amerikaans voormalig basketbalspeler die als power forward speelde. Hij speelde dertien seizoenen in de NBA (1960-1973), allen voor Boston Celtics. Daarmee werd hij acht keer kampioen. Boston Celtics haalde Sanders' rugnummer 16 in 1973 uit de roulatie om hem te eren. Hij werd in 2011 opgenomen in de Basketball Hall of Fame.

## Carrière
Sanders speelde collegebasketbal voor de NYU Violets van 1956 tot 1960. In de NBA draft van 1960 werd hij als achtste gekozen door de Boston Celtics. Sanders was een vaste waarde in de Boston Celtics-teams die van 1960 tot en met 1969 in negen jaar tijd acht keer kampioen werden. Hij kwam in die seizoenen gemiddeld meer dan 77 wedstrijden per jaar in actie in de reguliere competitie en meer dan 13 per jaar in de play-offs. Hij speelde in totaal meer dan duizend wedstrijden voor Boston Celtics. Sanders is één van vier spelers in de NBA-historie die acht NBA-titels wonnen. Alleen Bill Russell (11) en Sam Jones (10) wonnen er meer.
Na zijn actieve carrière was Sanders van 1973 tot 1977 coach van het mannenbasketbalteam van Harvard. Daarmee was hij de eerste Afro-Amerikaan ooit die  een sportploeg van een Ivy League-universiteit coachte. In 1978 fungeerde hij 62 wedstrijden als coach van Boston Celtics waar hij een seizoen eerder ook al assistent-coach was.

## Erelijst
- NBA-kampioen: 1961, 1962, 1963, 1964, 1965, 1966, 1968, 1969
- NBA All-Defensive Second Team: 1969
- Nummer 16 teruggetrokken door de Boston Celtics
- Basketball Hall of Fame: 2011

## Statistieken

### Regulier seizoen
| Seizoen  | Team           | WG  | MPW  | 2P%  | FW%  | RPW | APW | PPW  |
| -------- | -------------- | --- | ---- | ---- | ---- | --- | --- | ---- |
| 1960/61  | Boston Celtics | 68  | 15,9 | 42,0 | 67,0 | 5,7 | 0,6 | 5,3  |
| 1961/62  | Boston Celtics | 80  | 29,1 | 43,5 | 74,9 | 9,5 | 0,9 | 11,2 |
| 1962/63  | Boston Celtics | 80  | 26,9 | 45,6 | 73,8 | 7,2 | 1,2 | 10,8 |
| 1963/64  | Boston Celtics | 80  | 29,6 | 41,7 | 76,1 | 8,3 | 1,3 | 11,4 |
| 1964/65  | Boston Celtics | 80  | 30,7 | 42,9 | 74,5 | 8,3 | 1,2 | 11,8 |
| 1965/66  | Boston Celtics | 72  | 26,3 | 42,8 | 76,4 | 7,1 | 1,3 | 12,6 |
| 1966/67  | Boston Celtics | 81  | 23,8 | 42,8 | 81,7 | 5,4 | 1,1 | 10,2 |
| 1967/68  | Boston Celtics | 78  | 25,4 | 42,8 | 78,4 | 5,8 | 1,3 | 10,2 |
| 1968/69  | Boston Celtics | 82  | 26,6 | 43,0 | 73,3 | 7,0 | 1,3 | 11,2 |
| 1969/70  | Boston Celtics | 57  | 28,4 | 44,3 | 88,0 | 5,5 | 1,6 | 11,5 |
| 1970/71  | Boston Celtics | 17  | 7,1  | 36,4 | 87,5 | 1,0 | 0,6 | 2,3  |
| 1971/72  | Boston Celtics | 82  | 19,9 | 41,0 | 81,6 | 4,3 | 1,2 | 6,6  |
| 1972/73  | Boston Celtics | 59  | 7,2  | 31,5 | 65,7 | 1,5 | 0,5 | 2,0  |
| Carrière | Carrière       | 916 | 24,2 | 42,8 | 76,7 | 6,3 | 1,1 | 9,6  |

### Play-offs
| Seizoen  | Team           | WG  | MPW  | 2P%  | FW%  | RPW | APW | PPW  |
| -------- | -------------- | --- | ---- | ---- | ---- | --- | --- | ---- |
| 1960/61  | Boston Celtics | 10  | 21,6 | 49,3 | 62,5 | 8,4 | 0,7 | 8,9  |
| 1961/62  | Boston Celtics | 14  | 31,4 | 43,1 | 80,6 | 8,2 | 1,0 | 10,1 |
| 1962/63  | Boston Celtics | 13  | 29,8 | 43,7 | 77,4 | 7,4 | 1,5 | 9,8  |
| 1963/64  | Boston Celtics | 10  | 30,2 | 36,2 | 67,6 | 6,8 | 0,6 | 9,1  |
| 1964/65  | Boston Celtics | 12  | 30,4 | 42,1 | 72,1 | 8,5 | 1,6 | 13,3 |
| 1965/66  | Boston Celtics | 17  | 29,4 | 48,3 | 75,0 | 6,5 | 1,6 | 13,5 |
| 1966/67  | Boston Celtics | 9   | 16,0 | 34,4 | 40,0 | 4,8 | 0,6 | 4,9  |
| 1967/68  | Boston Celtics | 14  | 20,6 | 50,5 | 76,2 | 4,5 | 0,9 | 8,3  |
| 1968/69  | Boston Celtics | 15  | 13,1 | 43,8 | 74,2 | 3,2 | 0,5 | 5,8  |
| 1971/72  | Boston Celtics | 11  | 16,9 | 32,1 | 61,9 | 2,4 | 0,9 | 4,3  |
| 1972/73  | Boston Celtics | 5   | 4,8  | 55,6 | 0,0  | 1,0 | 0,2 | 2,0  |
| Carrière | Carrière       | 130 | 23,5 | 43,6 | 71,6 | 5,8 | 1,0 | 8,8  |

6 Russell ·
14 Cousy ·
15 Heinsohn ·
16 Sanders ·
17 Conley ·
18 Loscutoff ·
20 Guarilia ·
21 Sharman ·
23 Ramsey ·
24 S. Jones ·
25 KC Jones ·
Coach Auerbach
4 Braun ·
6 Russell ·
14 Cousy ·
15 Heinsohn ·
16 Sanders ·
18 Loscutoff ·
20 Guarilia ·
21 Phillips ·
23 Ramsey ·
24 S. Jones ·
25 KC Jones ·
Coach Auerbach
4 Lovellette ·
6 Russell ·
12 Swartz ·
14 Cousy ·
15 Heinsohn ·
16 Sanders ·
17 Havlicek ·
18 Loscutoff ·
20 Guarilia ·
23 Ramsey ·
24 S. Jones ·
25 KC Jones ·
Coach Auerbach
4 Lovellette ·
6 Russell ·
12 Naulls ·
15 Heinsohn ·
16 Sanders ·
17 Havlicek ·
18 Loscutoff ·
20 Siegfried ·
21 McCarthy ·
23 Ramsey ·
24 S. Jones ·
25 KC Jones ·
Coach Auerbach
6 Russell ·
11 Counts ·
12 Naulls ·
15 Heinsohn ·
16 Sanders ·
17 Havlicek ·
18 Thompson ·
20 Siegfried ·
21 Bonham ·
24 S. Jones ·
25 KC Jones ·
Coach Auerbach
5 Thompson ·
6 Russell ·
11 Counts ·
12 Naulls ·
14 Watts ·
16 Sanders ·
17 Havlicek ·
18 Sauldsberry ·
19 Nelson ·
20 Siegfried ·
21 Bonham ·
24 S. Jones ·
25 KC Jones ·
Coach Auerbach
6 Russell · 
11 Graham · 
12 Thacker · 
16 Sanders · 
17 Havlicek · 
18 Howell · 
19 Nelson · 
20 Siegfried · 
24 S. Jones · 
26 Weitzman · 
27 J. Jones · 
28 Embry · 
Coach Russell
6 Russell · 
7 Bryant · 
11 Graham · 
12 Chaney · 
16 Sanders · 
17 Havlicek · 
18 Howell · 
19 Nelson · 
20 Siegfried · 
24 Jones · 
26 Johnson · 
28 Barnes · 
Coach Russell